# 维米奥苏 (葡萄牙堂区)
维米奥苏是葡萄牙布拉干萨区的一个堂区。总面积54.91平方公里，总人口1208人，人口密度22人/平方公里。